# Handiguddadakaval, Piriyapatna
Handiguddadakaval là một làng thuộc tehsil Piriyapatna, huyện Mysore, bang Karnataka, Ấn Độ.